# Estación Púa
Púa (del mapudungun: pu uwa ‘en el maizal’) es una estación ubicada en la comuna chilena de Victoria en la Región de la Araucanía, en el antiguo valle de Púa. Es parte de la Línea Troncal Sur, donde fue considerada como la estación de cabecera para un ferrocarril transcordillerano, además de ser cabecera del ramal Pua-Traiguén, y del ramal Pua-Lonquimay, hoy ambos desaparecidos. Presta servicios para el Tren Victoria-Temuco. 

## Historia

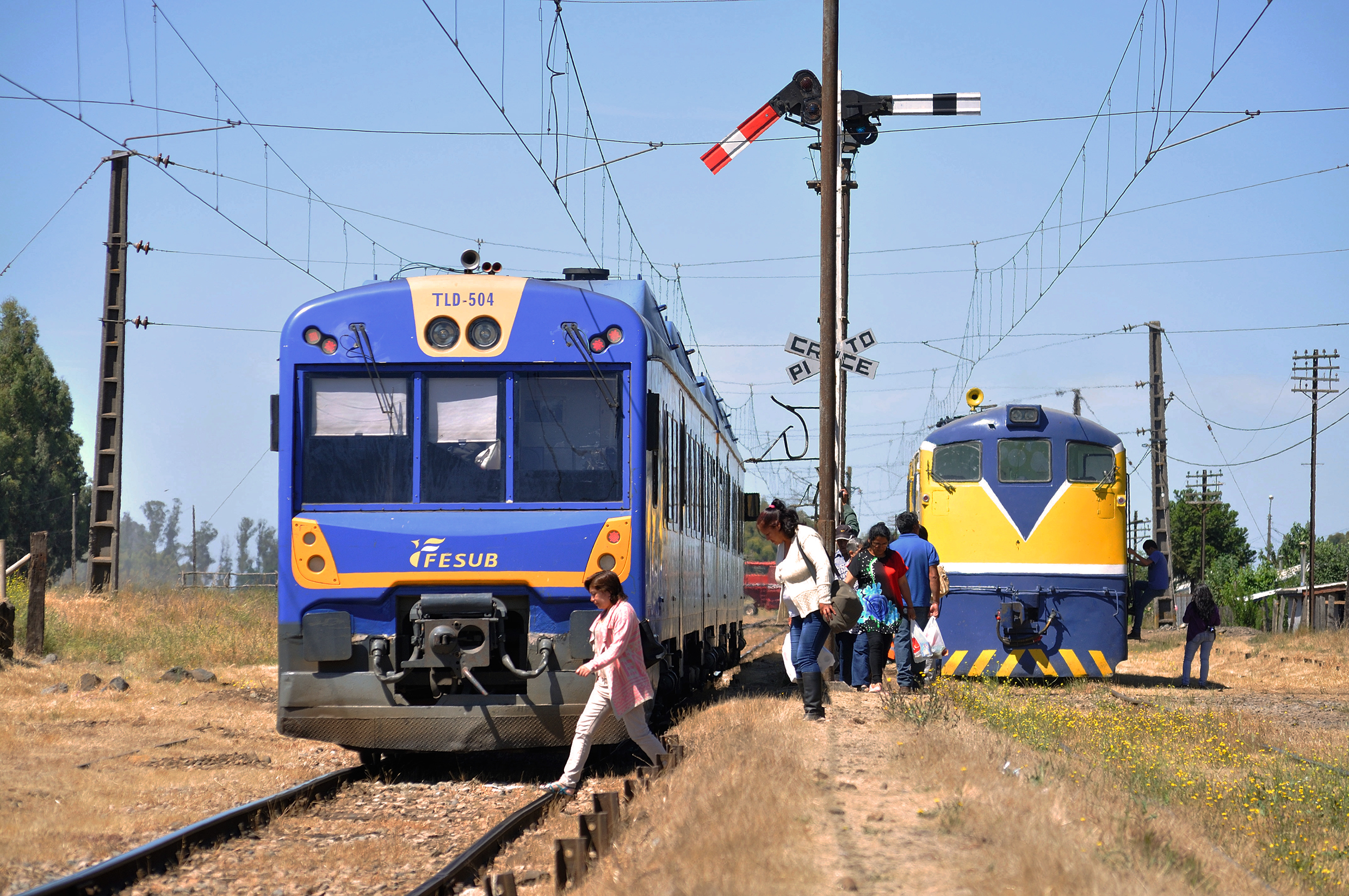
Andenes de la estación Púa.

#### Ramal Renaico-Traiguén-Pua
Desde 1872 que el Estado de Chile adquirió una política de construcción de una línea ferroviaria central hacia el sur, donde originalmente se tenía considerado el tránsito de las vías por las localidades de Angol y Renaico, que son construidas y entregadas en 1884; sin embargo, luego de la colonización de la zona, nuevos estudios e informes presentados por personas como Victorino Aurelio Lastarria, llevaron a la modificación del trazado de la línea central, donde ese mismo año se autoriza la construcción de un nuevo ferrocarril entre Renaico y Victoria.

### SigloXX
El tramo de vías ferroviarias que conecta a Traiguén con Pua inició sus obras en el segundo semestre de 1915,, los puentes fueron acabados en 1918 y fue inaugurado el 12 de septiembre de 1921.

#### Ramal Pua-Lonquimay
Desde 1894 se desarrollaron estudios de expansión de un ferrocarril transcordillerano que conectase Chile con Argentina, con el cual se desarrolló el ramal entre Pua y Lonquimay. Se consideraron como puntos de partida del ramal a la estaciones Victoria, Pua, Perquenco y Lautaro; sin embargo, se decidió a Pua como estación cabecera del ramal debido a factores económicos, geográficos y de conexión con otros ramales. Las obras iniciaron en 1905, y varias veces este proyecto se vio interrumpido, y llegó hasta la estación Selva oscura en 1910 y estación Curacautín en 1914. El tren llega a Lonquimay en 1968.

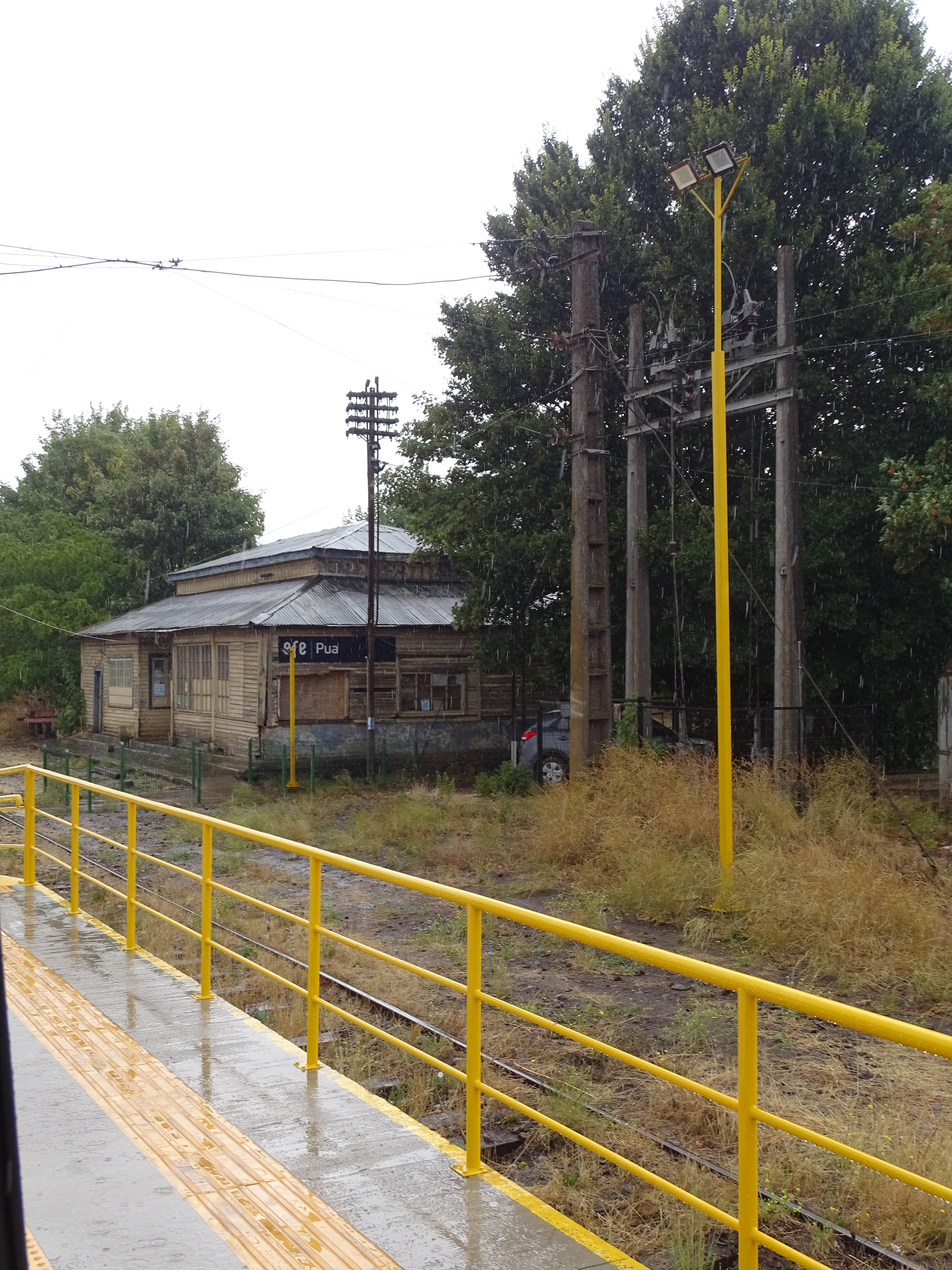
Plataforma y edificio principal de la estación (2022).

El servicio regular de trenes de pasajeros en este ramal terminó en septiembre de 1982. Sin embargo, existió un servicio turístico —el Tren de la Araucanía— que operó por una década desde agosto de 1982; luego de esto, junto con la detención del transporte de carga a través del ramal, todo servicio cesó poco después de 1993.
Desde 1995 el servicio de ferrocarriles hacia Traiguén no opera, lo que hizo que este comenzara a sufrir deterioros y robos de materiales.

### SigloXXI
En 2005 la Empresa de los Ferrocarriles del Estado recibe la autorización para el cierre y levantamiento de las vías entre las estaciones Purén, Pua y Lonquimay.
A finales de 2005 se inaugura el servicio Victoria-Temuco, que abarca servicios entre las estaciones de Victoria y Temuco. Dentro de la renovación de infraestructura de este servicio, en mayo de 2021 construyeron una nueva plataforma para dar cabida a los nuevos trenes que recorren la ruta.
La estación cuenta con su edificio original en pie, así como una plataforma que funciona como andén. Se pueden visualizar los cimientos de los antiguos edificios de bodegas. El edificio es usado por la Empresa de los Ferrocarriles del Estado como punto de trabajo para el control de cruzamiento de locomotoras.
En el patio de la estación se encuentran ubicadas dos locomotoras, las cuales fueron restauradas cosmeticamente por los vecinos de la localidad, donde además construyeron adjunto una plaza y un cartel señalando la historia de la estación y el ramal.
La estación es parte del Tren Victoria-Temuco que recorre ocho estaciones:

## Etimología
Hay varias versiones sobre el origen del nombre: una dice que su nombre viene del Mapudungun y deriva de: poe-hue (Poe: planta bromeliácea, el chuponcillo; a, transformación de hue: lugar). Sitio donde abundan estos chupones epífitos. También puede derivar de pu-hua: en el maizal.
Una explicación moderna dice que el nombre corresponde a la sigla de "Puesto Urrutia Albarracín", en referencia a un puesto de acopio de materiales ubicado en la localidad, y creado por dos personas cuyos apellido eran Urrutia y Albarracín. Por este motivo, el nombre de la localidad se escribe también con mayúsculas. 